# Федеральный научный центр психологических и междисциплинарных исследований
Федеральный научный центр психологических и междисциплинарных исследований (до 2023 года — Психологи́ческий институ́т РАО) — научно-исследовательское учреждение Российской академии образования, научные подразделения которого ведут психологические исследования — от изучения фундаментальных проблем теории и истории психологии, закономерностей развития и регуляции психики до практико-ориентированных разработок проблем развития человека в конкретных видах его деятельности.

## История

### Предпосылки основания
Фактически, предыстория института психологии в Москве начинается с переездом киевского профессора Георгия Ивановича Челпанова и началом его работы в 1907 году в московском университете в качестве профессора философии и руководителя семинара психологии, и в том числе экспериментальной психологии. На базе семинария Челпанов вёл преподавание спекулятивной психологии в традиции Московского психологического общества, а с 1909 года начал проводить и эмпирические исследования. В результате увеличения числа обучающихся на семинаре и роста амбиций лектора, начался процесс создания самостоятельного института. Проект требовал не только правительственного одобрения, но и значительного финансирования. Вскоре источник финансирования был найден, одобрение властей и администрации университета было получено, и проект перешёл в фазу практической реализации, которой не помешало так называемое Дело Кассо в 1911 году.

### Создание и развитие
Обширная и разветвлённая сеть научно-практических заведений психоневрологического направления существовала в России на момент начала деятельности Челпанова в московском университете, самым ярким из них был столичный комплекс клиник, образовательных и исследовательских заведений в Санкт-Петербурге, созданных под разными названиями по инициативе и под патронатом Владимира Бехтерева. Кроме того, за пределами столицы, существовали также и Психологическая лаборатория при Психиатрической Клинике Московского университета, учреждённая Кожевниковым ещё в 1888 году, и ряд других аналогичных исследовательских центров и научных организаций в Одессе, Казани, Харькове и других городах.
И тем не менее, Психологический институт, созданный в 1912 году профессором Московского университета Георгием Ивановичем Челпановым, был формально первым в России научно-исследовательским и образовательным собственно «психологическим институтом». Институт был создан как одно из подразделений Московского университета. Средства на создание института были пожертвованы известным российским меценатом Сергеем Ивановичем Щукиным. В Имперской России существовали многочисленные аналогичные проекты, основанные на частных пожертвованиях, как, например, организационные инициативы В. М. Бехтерева в Петербурге/Петрограде и по всей Российской Империи в дореволюционный период. Тем не менее, инвестиция С. И. Щукина в психологическую науку была предположительно крупнейшей из них по объёму вложенного капитала. Свой крупный вклад Щукин сопроводил письмом на имя ректора, в котором писал: «Сочувствуя развитию и распространению философских и психологических знаний и желая оказать содействие Московскому университету в достижении этой цели устройством соответствующего учебно-вспомогательного учреждения, сим честь имею заявить вашему превосходительству, что я, прилагая при сём охранную записку Государственного банка на внесение 100000 р. (сто тысяч рублей), жертвую их на устройство Психологического института при кафедре философии историко-филологического факультета Московского университета». Свой щедрый дар на постройку и обзаведение Психологического института, который в общей сложности составил 120 тысяч рублей, Щукин оговорил двумя условиями: первое — институт непременно должен быть размещён на территории Московского университета, второе — он должен носить имя покойной жены мецената — Лидии Григорьевны Щукиной. Оба эти условия были выполнены: здание нового института было возведено в начале XX века на улице Моховой и принадлежит историческому комплексу зданий Имперского Московского Университета застройки середины XIX — начала XX веков.

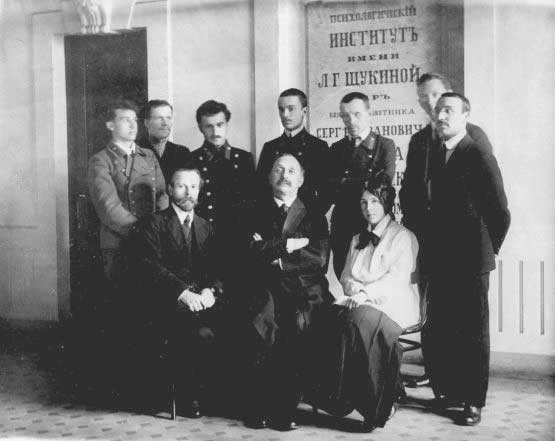
Г. Е. Челпанов среди слушателей семинара и сотрудников института. 1914 г.

Челпанов создавал новый институт, тщательно изучив целый ряд существовавших в то время зарубежных аналогов и прецедентов, для чего предпринял специальную поездку в Европу и Америку: институт в Москве был создан по образу полутора десятка психологических институтов в Западной Европе (в основном в Германии) и США, в частности, по модели первой психологической лаборатории под руководством Вильгельма Вундта в Лейпцигском университете, а также институтов психологии в Берлине (руководитель Штумпф), Бонне (Кюльпе, Бюлер), Вюрцбурге (Марбе). При подготовке к учреждению института в Москве Челпанов специально посетил эти психoлогические институты и изучил структуру и организацию ещё девяти психологических институтов в США (в университетах: Колумбии, Чикаго, Мичиганском, Стенфорде, Корнелле, Йельском, Кларка, Гарварде и Веслийском при Филадельфийском университете). В отличие от институтов предшественников в Западной Европе и Америка, Психологический институт им. Л. Г. Щукиной был организован в здании, возведенному в Москве для этих целей и построенному по специальному плану.
Декларируемая Челпановым цель создания института в Москве заключалась в объединении общей и экспериментальной психологии, создании общей психологии и развитии психологии как единой научной дисциплины, принципиально отличной и отделённой от других научных дисциплин:
…психология начинает утрачивать своё единство. Ей грозит распад. Владения психологии так неопределенно сливаются с владениями других наук. Очень многое, что принадлежит психологии, в настоящее время находится в других научных дисциплинах, например, в психопатологии, в физиологии, физике, зоологии. Нужно принять меры к сохранению единства психологии. Такому объединению может способствовать институт, если в нем первенствующее место будет отводиться общей психологии.Г. И. Челпанов
При этом Челпанов открыто противился самой идее применения психологии в общественной практике. Таким образом, прикладной психологии не нашлось места в новом институте, а прикладные психологические исследования, например, в области образования, психотерапии или медицинской клиники были фактически вытеснены за пределы челпановского института. Такое положение вещей сохранялось вплоть до революционных событий 1917 года и прихода к власти правительства большевиков.
После революции 1917 г. Институт остался, как и до 1917 года, в составе административной структуры Московского университета. В 1921 г., постановлением правительства от 4 марта, при факультете общественных наук Московского университета была создана сеть из пяти
гуманитарных научно-исследовательских институтов, в том числе Института научной философии, а в марте 1923 г., параллельно с образованием РАНИОН, структура Института была изменена и включила в себя, наряду с другими, секцию психологии. В состав этой секции в разное время входили очень многие сотрудники Института психологии. Таким образом, с марта 1923 г. научно-исследовательская работа по проблемам психологии, проводившаяся в рамках Московского университета, должна была сосредоточиться именно в секции психологии Института научной философии вплоть до полного переподчинения Института психологии Институту философии. Тем не менее, планам на полное переподчинение философскому институту Института психологии не суждено было реализоваться. Позиции дореволюционного руководителя Челпанова в новом советском учреждении ослабевали и подвергались публичному критическому обсуждению ещё в 1921 г., и уже в конце 1923 г. Челпанов был отстранён от занимаемой должности директора Института психологии. Руководство институтом перешло к новому директору, ближайшему ученику Челпанова К. Н. Корнилову, который объявил новый курс развития института, направленного на построение подлинно марксистской психологии. С другой стороны, второй половине 1924 г. директором Института научной философии был назначен будущий академик А. М. Деборин, а психологическая секция в этом институте была упразднена.
В 1926 г. Институт был выведен из состава Московского университета и был переподчинён структурам РАНИОНа. В таком виде, то есть практически бесконтрольно и «независимо» институт и просуществовал под руководством Корнилова вплоть до 1930 г.
В 1930 г. в ходе инспекторских и аудиторских проверок Института экспериментальной психологии РАНИОН комиссией Рабкрина была выявлена неэффективность работы этого научного учреждения и нецелевое расходование выделенных бюджетных средств. В результате в ноябре 1930 г. Корнилов был отставлен от руководства институтом, институт был фундаментально реорганизован и переименован, а директором был назначен А. Б. Залкинд.
Всего несколько месяцев спустя, в конце зимы-весной 1931 г., в реорганизованном и переименованном Государственном институте психологии, педологии и психотехники (ГИППиП) под руководством Залкинда и при активном участии Выготского, Лурии и др. прошла критическая научная дискуссия по обсуждению теоретических положений и практического применения так называемой «реактологической» концепции Корнилова (иначе: «реактологии» Корнилова), в ходе которой это направление в психологии было раскритиковано и снято с повестки дня института:

Когда несколько лет назад мы пришли в Психологический институт на смену Г. И. Челпанову, мы, бесспорно, все составляли единый фронт, который должен быть теперь со всей определённостью оценен как механистический. В чём была наша основная ошибка? Все сотрудники института пытались построить психологию как естественную, а не как социальную науку; именно исходя из этого основного положения мы в течение многих лет и работали. Это положение должно быть сейчас оценено как неправильное; человеческое поведение является продуктом сложного исторического развития и не может быть выражено в системе естественнонаучных понятий; в историческом развитии человека появляются качественно новые формы поведения, которые являются по своему генезу социальными и которые снимают примитивные органические формы поведения. Психология является наукой о том, как в поведении человека социальное перестраивает биологическое и как в результате исторического развития возникают новые психологические категории. Если это правильно, а я считаю, что психология человека является прежде всего наукой о тех формах поведения, которые возникают в процессе исторического развития, то, конечно, этим и определяются и место психологии в ряду наук, и её специфическое содержание, и её методы. Совершенно понятно, что изучение реакций не будет занимать центральное место в нашей системе психологии— из доклада Лурии
Тогда же, то есть весной-летом 1931 г. была изменена организационная структура института, в результате чего некоторые сотрудники утратили свои руководящие позиции, например, в составе расформированного коллективного органа управления, то есть Коллегии института. Другие сотрудники, напротив, пошли на повышение: так, например, в результате чисток и реорганизации руководящего аппарата сотрудник института с 1924 г. Лев Выготский получил продвижение по службе и был переведён с должности «сотрудника 1 разряда» в «действительные члены» института (см. запись 24 от 1 марта 1931 г. в Трудовой книжке Выготского).
В декабре 1941 Институт психологии в Москве был переподчинён и опять, как при основании, вошёл в состав Московского университета. Однако вскоре, осенью 1943 была учреждена Академия педагогических наук РСФСР (АПН РСФСР) и институт опять сменил своё подчинение и стал одним из структурных подразделений новой советской педагогической Академии. После реорганизации этой Академии в 1966 и создания общесоюзной Академии педагогических наук СССР институт психологии остался в её составе как организация общесоюзного значения, Институт психологии АПН СССР.
В 1971 г. под эгидой АН СССР и под руководством Б. Ф. Ломова был основан ещё один профильный психологический институт общесоюзного масштаба: Институт психологии АН СССР (в наше время: Институт психологии РАН, ИП РАН). В результате этого знакового события Институт психологии АПН СССР был значительно ограничен в своих правах и полномочиях, был отодвинут на второй план и ещё раз переименован. Так в 1970 г. возник Научно-исследовательский институт общей и педагогической психологии Академии педагогических наук СССР, в очередной раз видоизменённый уже после распада Советского Союза и получивший новое название в 1992 г.: Психологический институт Российской академии образования (ПИ РАО).
В 1999 году Психологический институт РАО, Московский государственный психолого-педагогический университет и сеть городских центров практической психологии образовали единый научно-образовательный комплекс (НОК) «Психология».

### Исторические названия
За всё время своей деятельности центр сменил несколько названий:
- 1912—1924: Психологический институт им. Л. Г. Щукиной
- 1924—1926: Московский Государственный институт экспериментальной психологии
- 1926[19]—1930: Московский Государственный институт экспериментальной психологии Российской Ассоциации научно-исследовательских институтов общественных наук (РАНИОН)
- 1930—1934: Государственный институт психологии, педологии и психотехники (ГИППиП) Российской Ассоциации научных институтов марксистской педагогики
- 1934—1937: Государственный институт психологии
- 1938—1944: Центральный научно-исследовательский институт психологии
- 1944—1969: Научно-исследовательский институт психологии Академии педагогических наук РСФСР
- 1970—1992: Научно-исследовательский институт общей и педагогической психологии Академии педагогических наук СССР
- 1992—2002: Психологический институт Российской академии образования
- 2002—2008: Государственное научное учреждение «Психологический институт Российской академии образования»
- 2008—2011: Учреждение Российской академии образования «Психологический институт»
- 2011—2023: Федеральное государственное бюджетное научное учреждение «Психологический институт Российской академии образования»
- с 2023 по настоящее время: Федеральное государственное бюджетное научное учреждение «Федеральный научный центр психологических и междисциплинарных исследований»

### Руководители
- 1912—1923, ноябрь[2]: Г. И. Челпанов
- 1923, ноябрь[2]—1930, ноябрь[10][11]: К. Н. Корнилов
- 1930[5]—1931: Т. Л. Коган (и. о.)[19]
- 1931—1931, 26 декабря[20]: А. Б. Залкинд (в 1930-31: замдиректора Шпильрейн, И. Н.; учёный секретарь Веденов, Ал-др Вас.; управдел Май, Сем. Абр.; зав. отделом кадров Таланкин, А. А.[21])[22] .
- 1932[19][23]—1937: В. Н. Колбановский (в 1935-36: замдиректора — Корнилов, К. Н.; с осени 1934 по осень 1935 года учёный секретарь — Размыслов, П. И.[24])
- 1938[19], март[5]—1941: К. Н. Корнилов (назначен на должность вторично; с 1939 по июль 1941 заместитель директора по научно-исследовательской работе — Размыслов)
- 1941, декабрь[11]—1942, октябрь[5]: Н. А. Рыбников (и. о.)
- 1942, октябрь[5]—1945: член-корр. АН СССР С. Л. Рубинштейн
- 1945—1973: действ. член АПН СССР А. А. Смирнов
- 1973—1983, 1991—1992: действ. член РАО В. В. Давыдов
- 1983—1991: действ. член РАО А. М. Матюшкин
- 1992—2014: действ. член РАО В. В. Рубцов[25]
- с января по декабрь 2014: член-корр. РАО С. Б. Малых (и. о.)
- с декабря 2014 по май 2019: В. В. Рубцов (и. о. по совместительству, второй раз)[26]
- с мая 2019[27][28] по декабрь 2020: Сергоманов, Павел Аркадьевич (врио)
- с декабря 2020: действ. член РАО Зинченко Юрий Петрович[29]

## Лаборатории и центры

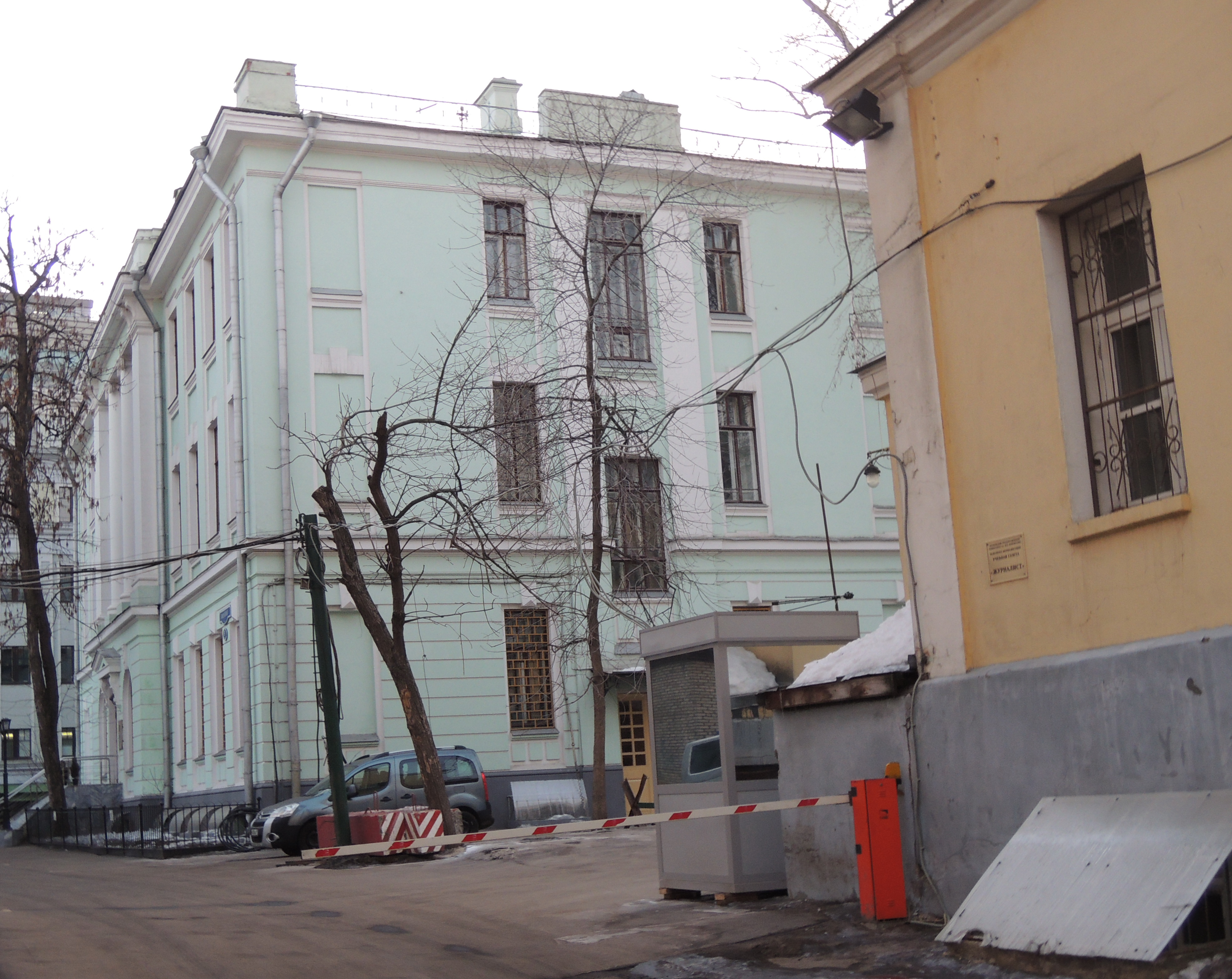
Здание института в 2013 году

1. Лаборатория научных основ детской практической психологии, заведующий лабораторией — Андреева Алла Дамировна, к. психол. н.
2. Лаборатория психологии информационной безопасности подростков, заведующий лабораторией — Долгих Александра Георгиевна, к. психол. н., доц.
3. Лаборатория дифференциальной психологии и психофизиологии, заведующий лабораторией — Кабардов Мухамед Каншобиевич, д. психол. н., проф.
4. Лаборатория виртуальной реальности и полимодального восприятия, заведующий лабораторией — Ковалёв Артём Иванович, к. психол. н., доц.
5. Лаборатория консультативной психологии и психотерапии, заведующий лабораторией — Ковязина Мария Станиславовна, д. психол. н., проф., чл-корр. РАО
6. Лаборатория возрастной психогенетики, заведующий лабораторией — Малых Сергей Борисович, д. психол. н., проф., чл-корр. РАО
7. Лаборатория психологии подростка, заведующий лабораторией — Марцинковская Татьяна Давидовна, д. психол. н., проф.
8. Лаборатория психологии саморегуляции, заведующий лабораторией — Моросанова Варвара Ильинична, д. психол. н., проф., академик. РАО
9. Лаборатория экопсихологии развития и психодидактики, заведующий лабораторией — Панов Виктор Иванович, д. психол. н., проф., чл-корр. РАО
10. Центр социокультурных проблем современного образования, руководитель центра — Собкин Владимир Самуилович, д. психол. н., проф., академик. РАО
11. Лаборатория психологии одаренности, заведующий лабораторией — Щебланова Елена Игоревна, д. психол. н., проф.
12. Лаборатория психологии младшего школьника, заведующий лабораторией — Эльконин Борис Даниилович, д. психол. н., проф.
13. Лаборатория психологии детства и цифровой социализации, заведующий лабораторией — Веракса Александр Николаевич, заместитель директора по научно-организационному развитию, д. психол. н., проф., академик. РАО
14. Центр междисциплинарных исследований творчества и ОДАРЕННОСТИ, руководитель центра — Богоявленская Диана Борисовна, д. психол. н., проф., академик. РАО[30]

## Наука
В Психологическом институте были созданы крупные отечественные научные школы в психологии, связанные с именами их основателей:
- Научная школа Г. И. Челпанова: комплексный подход, направленный на интеграцию общепсихологического и экспериментально-психологического знания при изучении психики.
- Научная школа Л. С. Выготского — А. Р. Лурии — А. Н. Леонтьева: культурно-исторический подход и теория деятельности.
- Научная школа Б. М. Теплова: систематическое исследование физиологических основ индивидуально-психологических различий (дифференциальная психофизиология).

Основные направления исследований современного ФГБНУ «Психологический институт» РАО объединены в четыре крупных проекта:
- Закономерности психического развития человека как индивида, субъекта деятельности, личности и индивидуальности: интегрированный подход.
- Психологические основы развития и обучения ребёнка в современном социокультурном контексте.
- Теоретические, методические и организационные основы психологического обеспечения современного образования.
- Психология безопасности в образовании и психологическое обеспечение деятельности в экстремальной ситуации.

В дополнение к этому и во исполнение постановления Президиума РАО «Детство как стратегический ресурс развития общества» ФГБНУ «Психологический институт» РАО выполняет ещё 6 проектов:
- Личностное, социальное и профессиональное самоопределение личности и развитие социальной (гражданской, этнической, общекультурной, гендерной) и личностной идентичности в подростковом и юношеском возрастах в условиях перехода к постиндустриальному поликультурному обществу.
- Развитие личности в детском, подростковом и юношеском возрастах в условиях информационного социализации и новых образовательно-развивающих сред, опосредованных СМИ.
- Программное содержание, психолого-педагогические технологии и методы обучения, обеспечивающие формирование универсальных учебных действий как основы «умения учиться» на начальной, основной и полной ступени общего образования, критерии и инструментарий оценки их сформированности.
- Модель психолого-педагогического сопровождения обучающихся в условиях внедрения ФГОС общего образования второго поколения.
- Психолого-педагогические основы развития общей и специальной одарённости детей и подростков.
- Теории и методики повышения эффективности подготовки, переподготовки и повышения квалификации рабочих кадров и кадров с высшим и средним профессиональным образованием в соответствии с динамично меняющимися потребностями рынка труда и требованиями общества к личности гражданина.

В штате научных подразделений ФГБНУ «Психологический институт» РАО работают 237 человек, из них 3 действительных члена РАО, 3 члена-корреспондента РАО, 52 доктора наук, 108 кандидатов наук. Более 70 сотрудников Института являются лауреатами премий Президента и Правительства РФ в области образования.

## Научно-практическая деятельность
С 1990-х годов Психологический институт выполняет исследования и разработки в рамках основных федеральных программ: «Дети России», «Дети Чернобыля», «Здоровье населения России», «Одаренные дети», «Дети-инвалиды», «Государственный стандарт дошкольного образования», приоритетный национальный проект «Образование», а также городских программ Правительства Москвы «Образование и здоровье», «Столичное образование», «Модернизация московского образования», «Наша Новая школа».
Психологический институт РАО внедряет в практику модели психологического обеспечения современного образования: образовательные программы, соответствующие требованиям новых ФГОС, параметры, средства и условия развития (когнитивного, мотивационного, регуляторного, личностного, профессионального, художественного) субъектов образовательного пространства, систему оценки качества образовательных результатов, методы организации комфортной образовательной среды.
Разработки Психологического института РАО, выполненные под руководством И. В. Дубровиной, внесли значительный вклад в развитие системы психологической помощи. Сотрудниками института разработаны научная концепция, организационные модели, психологический инструментарий службы, которые внедрены как на федеральном, так и на региональном уровнях.
Разработаны и внедрены в практику образования адресные системы психологического сопровождения различных категорий детей (одарённые дети, дети с нарушениями развития, девиантные, дети-сироты и т. д.)
Психологический институт также занимается созданием, апробацией и внедрением современного психологического методического инструментария как исследовательского, так и диагностического.

## Издания центра
- Теоретическая и экспериментальная психология
- Новые исследования в психологии

## Награды
В 1971 году институт награждён орденом Трудового Красного Знамени.
За последние 15 лет 15 научных коллективов института стали лауреатами премий Президента и Правительства Российской Федерации в области образования. Высокий уровень исследований и разработок психологического института подтверждён независимой экспертной оценкой, проведённой в 2000 году «Психологической газетой». В рамках авторитетного национального конкурса «Профессиональные итоги столетия» институт получил приз в номинации «Коллективный вклад в психологическую науку» — «Золотую Психею».